# Ä
Ä، ä حرفی است در الفبای لاتین و دربرگیرندهٔ حرف A با اوملاتی برفراز آن. این حرف کاربردهای آوایی گسترده‌ای دارد. این حرف در الفباهای آلمانی، سوئدی، فنلاندی، اسکولت سامی، کارلی، لوکزامبورگی، فریسی شمالی، استونیایی، فریسی ساترلند، امیلیانو-رومانیولو، رتومن، اسلواک، تاتار و ترکمنی کاربرد دارد.
در زبان امیلیانو-رومانیولو Ä آوای [æ:] را می‌رساند. در ترکمنی و فنلاندی این حرف نشان‌دهندهٔ [æ] و در سوئدی و استونایی [æ] و [ɛ] را می‌رساند. در الفبای اسلواک هم Ä نشان‌دهندهٔ آوای [ɛ] است.
نگارش تاریخی این حرف به سده‌های میانی بازمی‌گردد؛ در این زمان این حرف به صورت یک A با دو خط موازی کوچک در نزدیکی بالای آن نوشته می‌شد (A̎ a̎) و به تدریج شکل کنونی آن به وجود آمد. در سدهٔ نوزدهم از Ä در خطوطی برگرفته از سیریلیک مانند الفبای تاتار و زبان ماری استفاده‌شد.